# Minar-e-Pakistan
Minar-e-Pakistan (em urdu:  مینارِ پاکستان‎ / ALA-LC: Mīnār-i Pākistān, literalmente "Torre do Paquistão") é uma torre e monumento público no Parque Iqbal, um dos maiores parques urbanos de Lahore, Punjab, no Paquistão. A torre foi construída na década de 1960 no local onde, em 23 de março de 1940, durante a época de colonização britânica, a All-India Muslim League emitiu a Resolução de Lahore, a primeiro apelo oficial para um território separado para os muçulmanos que residiam nesta região, implementando a Teoria das Duas Nações.
O "Minar" é uma mistura de estilos arquitetónicos, entre o estilo Mughal e estilos modernos. A platarforma tem a forma de estrela de cinco pontas, com fontes em forma de crescentes. Noventa e nove nomes de Alá estão escritos na base, todos em torno da torre. Outras inscrições são retiradas de discursos de Muhammad Ali Jinnah em inglês, do hino do Paquistão em urdu e bengali e um verso de Allama Iqbal.
A torre foi desenhada pelo arquiteto e engenheiro Nasreddin Murat-Khan. O projeto de estruturas foi feito por pelo próprio Nasreddin Murat-Khan e pelo engenheiro Abdur Rehman Khan Niazi, que trabalhava na Illeri N. Murat-Khan & Associates. O lançamento da primeira pedra foi feito em 23 de março de 1960, tendo a construção demorado oito anos, ficando completa em 21 de outubro de 1968, com um custo de 7 milhões de rupias, angariado por impostos sobre bilhetes de cinema e corridas equestres. O minarete que hoje existe permite vistas panorâmicas sobre Lahore e está enquadrado num parque com fontes de mármore e um lago artificial.
A base da estrutura tem 8 metros de altura, subindo a torre aos 62 metros acima da base. As pétalas abertas da estrutura da base, em forma de flor, têm 9 metros de altura. A torre tem 9,75 metros de diâmetro. Está coberta por azulejos. É um local de concentração para manifestações políticas. Em 2016 o monumento encontra-se em obras de remodelação.

## Design
A torre reflete uma mistura de arquitetura mogol/islâmica e moderna. 
A torre foi projetada e supervisionada por Nasreddin Murat-Khan, um arquiteto e engenheiro civil paquistanês nascido na Rússia. A pedra fundamental foi lançada em 23 de março de 1960. A construção levou oito anos e foi concluída em 21 de outubro de 1968 a um custo estimado de Rs 7.058.000. O dinheiro foi arrecadado com a imposição de um imposto adicional sobre ingressos de cinema e corridas de cavalos, a pedido de Akhtar Hussain, governador do Paquistão Ocidental. Hoje, o minarete oferece uma visão panorâmica aos visitantes que não conseguem subir escadas ou acessar o topo, por meio de um elevador. Os parques ao redor do monumento incluem fontes de mármore e um lago artificial.

## Galeria

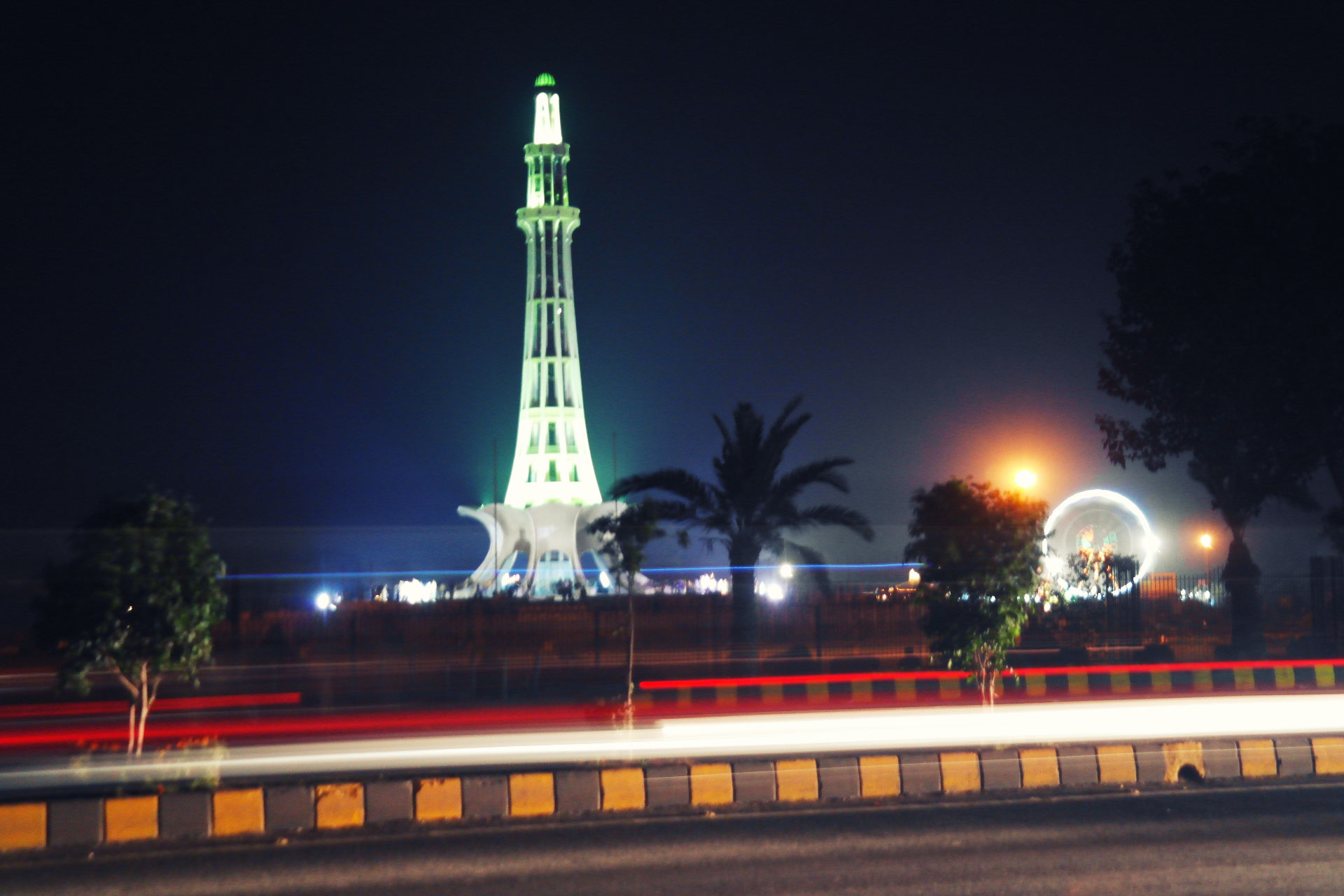
Vista noturna
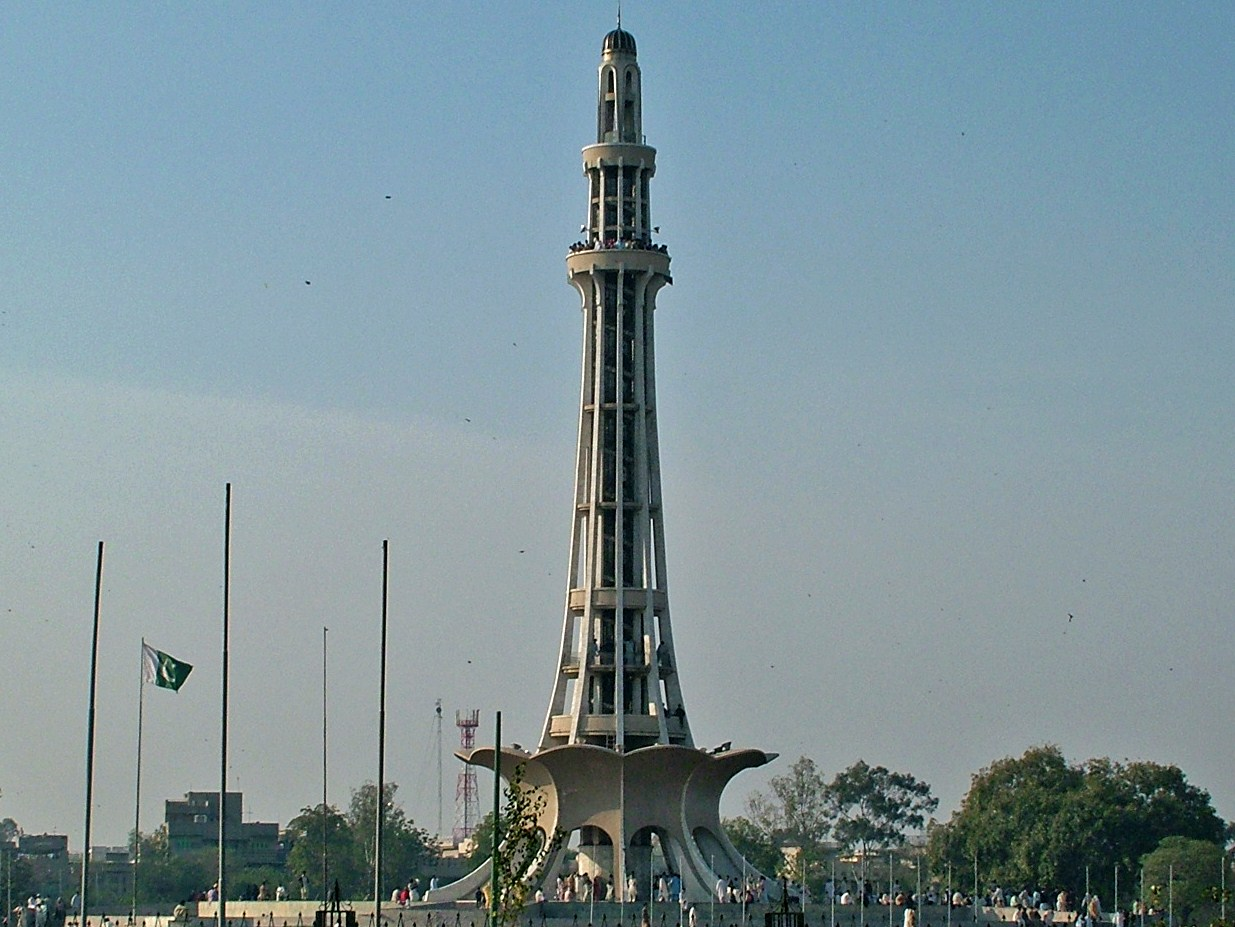
Minar-e-Pakistan, vista diurna
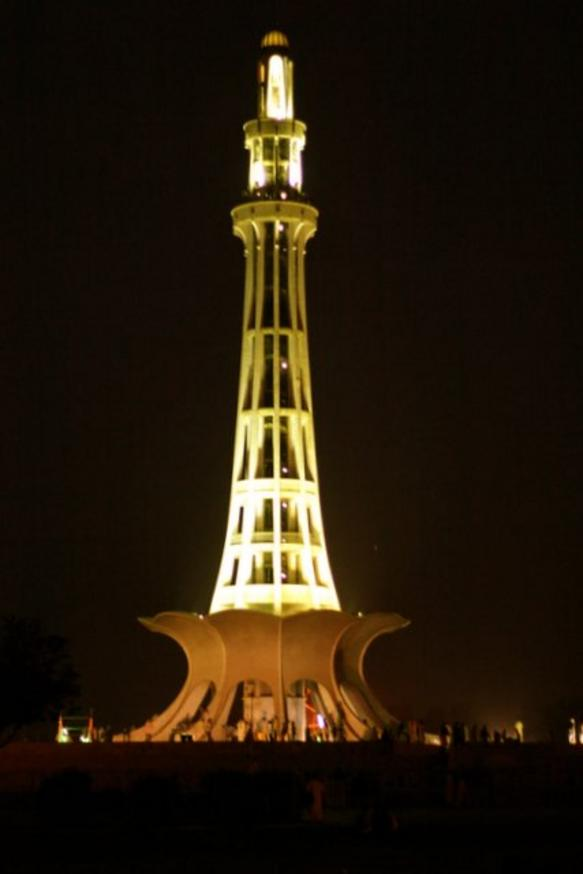
Minar-e-Pakistan de noite
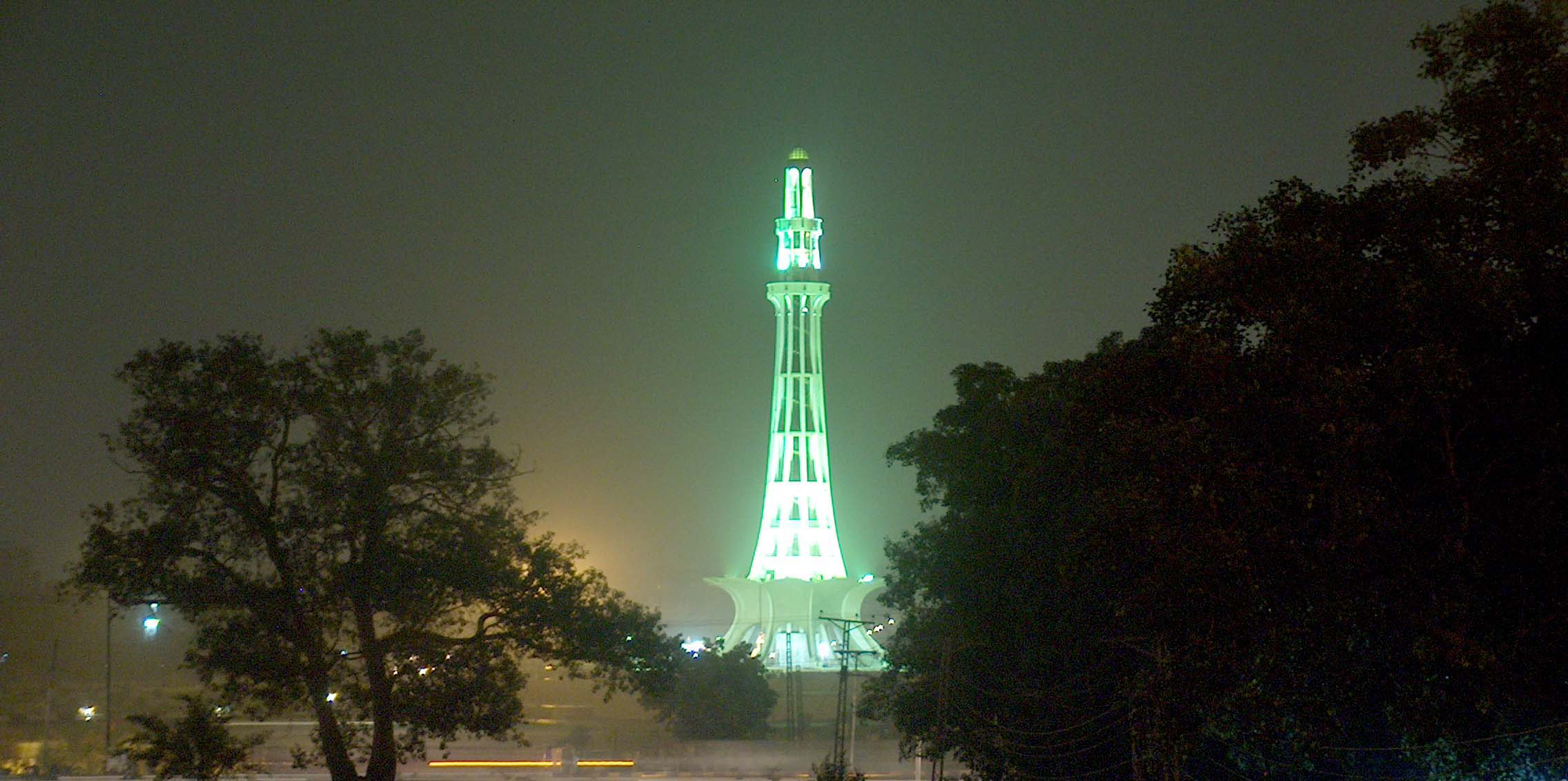
Minar-e-Pakistan de noite